# Camdenveldtocht
De Camdenveldtocht of Camden-expeditie vond plaats tussen 23 maart en 2 mei 1864 in centraal en zuidelijk Arkansas tijdens de Amerikaanse Burgeroorlog en liep gelijktijdig met de Red River-veldtocht. Noordelijke eenheden onder leiding van generaal-majoor Frederick Steele vertrokken vanuit Little Rock en Fort Smith om Shreveport, Louisiana in te nemen. Daar zou Steele aansluiting moeten zoeken met de eenheden onder leiding van generaal-majoor Nathaniel P. Banks en vice-admiraal David D. Porter die via de Red River opgerukt waren. Daarna zouden ze een gezamenlijke aanval op Texas uitvoeren. Noch Banks, noch Steele zouden in Shreveport geraken. Steele kreeg een reeks van nederlagen te verwerken door toedoen van de Zuidelijke legers onder leiding van generaal-majoor Sterling Price en generaal Edmund Kirby Smith.

## De veldtocht

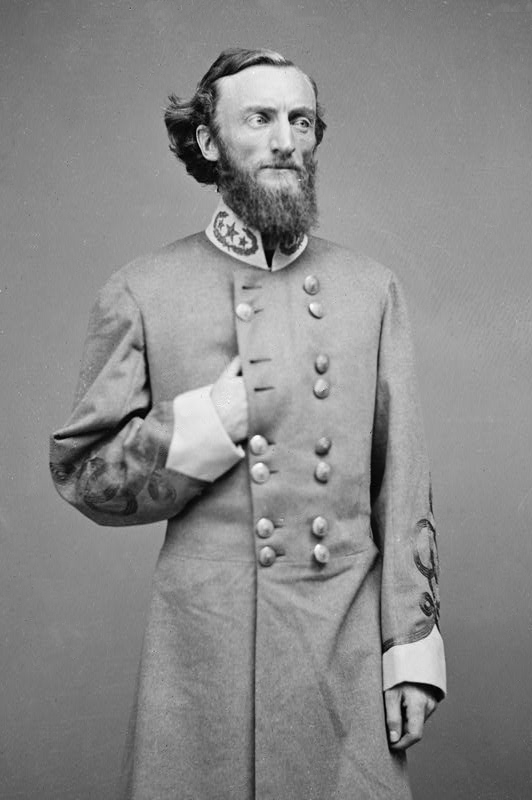
John Marmaduke

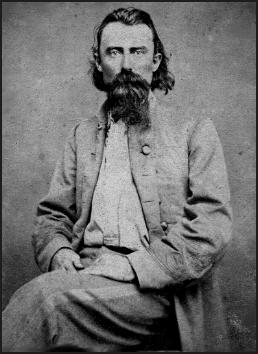
Joseph Shelby

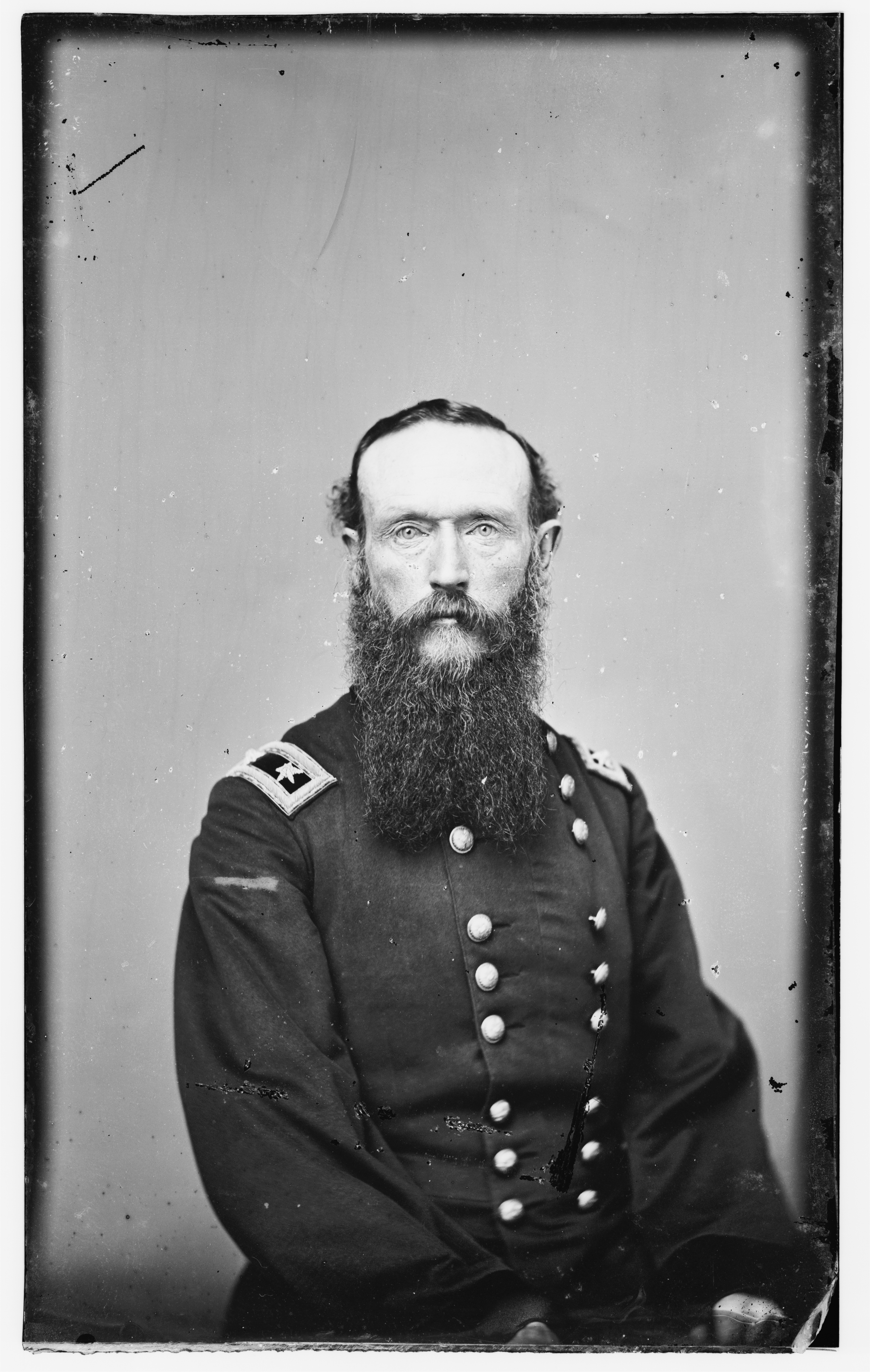
Frederick Steele

De United States Department of War, onder leiding van de Secretary of War Edwin M. Stanton, had een strategisch plan ontwikkeld om Arkansas, Louisiana en Texas in Noordelijke handen te krijgen. Deze opmars maakte deel uit van een nog groter concept om gelijktijdig op andere fronten eveneens in het offensief te gaan. Verschillende Noordelijke colonnes zouden de Zuidelijken in zuidelijke Arkansas en noordelijk Louisiana aanvallen om dan samen Texas te veroveren. Het Arkansas-onderdeel van de Red River-veldtocht werd de Camden Expeditie genoemd. Dit plan werd goedgekeurd door Ulysses S. Grant.
Op 23 maart 1864 vertrok generaal-majoor Frederick Steele met 8.500 soldaten vanuit het arsenaal van Little Rock. Op ongeveer hetzelfde tijdstip vertrokken de eenheden van generaal-majoor Nathaniel P. Banks vanuit New Orleans, Louisiana. Na de inname van Shreveport zou Steele de stad bewaken, terwijl Banks verder zou oprukken naar noordoostelijk Texas.
Steeles marsroute was een dunbevolkte wildernis met weinig bevoorradingspunten. Steele hoopte om Camden (Arkansas) in te nemen. Dit was een haven langs de Ouachita-rivier. Vandaar uit kon hij zijn leger bevoorraden. Omdat alle bruggen over de Little Missouri onbruikbaar waren, dienden Steeles soldaten via doorwaadbare plaatsen de rivier over te geraken. De Noordelijken bereikten Elkin's Ferry voor de Zuidelijken hun oversteek konden verijdelen. Op 3 april werden ze aangevallen door de cavalerie van brigadegeneraal Joseph O. Shelby. De volgende dag werden ze aangevallen door de Zuidelijke cavalerie onder leiding van John S. Marmaduke. Beide aanvallen werden door de Noordelijken afgeslagen, waarna ze de rivier overstaken.
Op 10 april sloot brigadegeneraal John M. Thayers divisie zich aan bij Steele. Ze rukten samen verder op naar Shreveport. Bij Prairie D’Ane botsten ze op een Zuidelijke slaglinie. De Noordelijken zetten de aanval in. De Zuidelijken trokken zich al vechtend 1,5 km terug voor de Noordelijke opmars gestuit werd. De volgende dag vonden er geregeld schermutselingen plaats. De opmars van Steele naar Shreveport werd afgebogen richting Camden. Op 13 april viel Sterling Prices cavalerie opnieuw de Noordelijke achterhoede aan bij Prairie D’Ane. Na een vier uur durende slag trokken de Zuidelijken zich terug waarna de Noordelijken hun opmars verderzetten.
Op 15 april bereikte Steele zijn doel waar hij Banks verwachtte. Hij vond er echter geen voorraden om zijn opmars verder te zetten. Toen hij twee dagen vruchteloos op Banks wachtte, stuurde Steele foerageurs in het omliggende platteland op zoek naar voorraden. Banks was echter reeds op de terugtocht na zijn nederlaag in de Slag bij Mansfield. De Zuidelijken hadden nu meer soldaten tot hun beschikking om ook Steele te verslaan. Om de snel slinkende voorraden van zijn leger aan te vullen, stuurde Steele een 1.200 man sterke foerageereenheid naar een Zuidelijk depot ongeveer 30 km verderop. Toen ze het aanwezige graan in meer dan 200 karren hadden geladen, keerde de Noordelijken terug naar Steele in Camden. Op 18 april en 8 km verderop werden de Noordelijken aangevallen door de cavalerie van John Marmaduke en de eenheden van brigadegeneraal Samuel B. Maxey in de Slag bij Poison Spring. De Noordelijke hergroepeerden zich in een moeras, waarna ze zich terugtrokken naar Camden, weliswaar zonder het broodnodige graan. Op 20 april slaakte Steele een zucht van verlichting toen hij nieuwe voorraden kreeg die aangevoerd werden uit Pine Bluff (Arkansas).
Een week later verloor Steele meer dan 2.000 soldaten die gevangen werden genomen in de Slag bij Marks' Mills. Steele besliste, om zich uit Camden terug te trekken. Op 26 april, na het invallen van de nacht, trokken de Noordelijken zich terug naar Little Rock. Drie dagen later bereikten ze de Ouachita-rivier bij Jenkins' Ferry. Daar bouwden ze een pontonbrug. Op 30 april arriveerden de Zuidelijken en vielen verschillende keren de Noordelijke stellingen aan. Steele kon de verschillende aanvallen afslaan en stak met het restant van zijn leger de rivier over via de pontonbrug. De brug werd na de oversteek vernietigd, zodat ze niet zouden gevolgd worden door de Zuidelijken. Op 3 mei arriveerde een afgematte Steele in Little Rock Arsenal.
De Camden-expeditie was misschien de grootste Noordelijke nederlaag in Arkansas tijdens de Amerikaanse Burgeroorlog. De Noordelijken verloren meer dan 2.500 soldaten en honderden karren. Hun doel hebben ze zelfs nooit benaderd. De Zuidelijken bewogen voorlopig nog vrijelijk in Arkansas terwijl de Noordelijken niet uit hun fortificaties kwamen zoals Fort Smith, Pine Bluff, Helena en Little Rock.